# Baron Lurgan

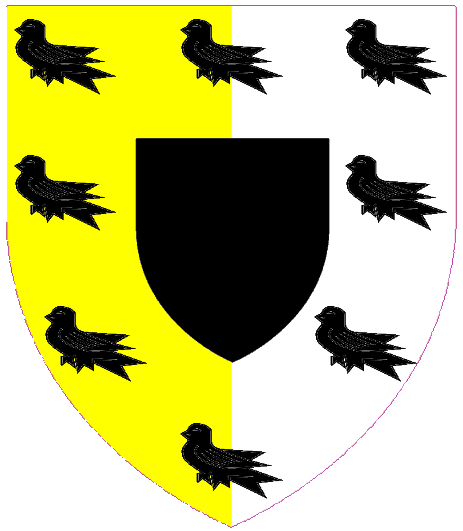
Wappen der Barons Lurgan

Baron Lurgan, of Lurgan in the County of Armagh, war ein erblicher britischer Adelstitel in der Peerage of the United Kingdom.
Der Titel wurde am 14. Mai 1839 für den Unterhausabgeordneten Charles Brownlow geschaffen.
Beim Tod seines kinderlosen Urenkels, des 5. Barons, erlosch der Titel am 17. September 1991.

## Liste der Barons Lurgan (1839)
- Charles Brownlow, 1. Baron Lurgan (1795–1847)
- Charles Brownlow, 2. Baron Lurgan (1831–1882)
- William Brownlow, 3. Baron Lurgan (1858–1937)
- William Brownlow, 4. Baron Lurgan (1902–1984)
- John Brownlow, 5. Baron Lurgan (1911–1991)